# Niels Holst-Sørensen
Pour les articles homonymes, voir Holst et Sørensen.
Niels Holst-Sørensen, né le 19 décembre 1922 à Herning et mort le 24 octobre 2023, est un athlète danois spécialiste du 400 mètres et du 800 mètres. Mesurant 1,78 m pour 70 kg, il est affilié au Københaven Idræts Forening.

## Biographie

### Palmarès
| Date | Compétition           | Lieu    | Résultat | Épreuve   | Performance  |
| ---- | --------------------- | ------- | -------- | --------- | ------------ |
| 1946 | Championnats d'Europe | Oslo    | 1er      | 400 m     | 47 s 9       |
| 1946 | Championnats d'Europe | Oslo    | 2e       | 800 m     | 1 min 51 s 1 |
| 1946 | Championnats d'Europe | Oslo    | 4e       | 4 × 400 m | 3 min 15 s 4 |
| 1948 | Jeux olympiques d'été | Londres | 9e       | 800 m     | 1 min 54 s 0 |

### Records
| Épreuve    | Performance  | Lieu | Date |
| ---------- | ------------ | ---- | ---- |
| 800 mètres | 1 min 48 s 9 |      | 1948 |